# Diocèse de Bilbao
Le diocèse de Bilbao (en latin : dioecesis Flaviobrigensis ; en basque : Bilboko elizbarrutia ; en espagnol : diócesis de Bilbao) est une église particulière de l'Église catholique en Espagne. Érigé en 1949, il couvre approximativement la Biscaye, une des trois provinces civiles de la communauté autonome du Pays basque. Suffragant de l'archidiocèse métropolitain de Burgos, il relève de la province ecclésiastique éponyme. Le siège épiscopal est tenu par Joseph Segura Etxezarraga (es) depuis 2021.

## Territoire
Le diocèse de Bilbao confine : à l'est, avec celui de Saint-Sébastien ; au sud, avec celui de Vitoria ; et, à l'ouest, avec celui de Santander.
Il couvre l'intégralité du territoire de la province civile de Biscaye, à l'exception d'Urduña (Orduña), municipalité de la comarque d'Arratia-Nerbioi (Arratia-Nervión) qui, enclavée dans la province civile d'Alava, relève du diocèse de Vitoria.
Il comprend la municipalité de Valle de Villaverde, anciennement Villaverde de Trucíos, qui relève de la province civile et de la communauté autonome de Cantabrie mais est enclavée dans la province civile de Biscaye.

## Subdivisions
En 2024, le diocèse de Bilbao est divisé en 290 paroisses, réparties entre sept vicariats regroupants trente-et-une unités pastorales : Alen, Autonomía-Indautxu, Arraizpe, Artxandape, Artagan, Barakaldo, Bilborriaga, Casco Viejo, Deusto, Entre Ríos-Errekarte, Garbealde, Galdakao, Gernikaldea, Karrantza-Lanestosa, Las Arenas-Romo, Leioa, Mendiarte, Mungialde, Otxarkoaga-Txurdinaga, Portugalete, San Agustín y San Lorenzo (Erandio), San Fausto, San Ignacio, San Miguel-Orozko, Santurtzi, Sestao, Tabira, TxoriHerri, UP Torre-Urizar, Uribekosta Behekoa, Zona Minera.

## Histoire
Par la constitution apostolique Quo commodius du 2 novembre 1949, le pape Pie XII érige le diocèse de Bilbao.

## Cathédrale et basiliques mineures
La cathédrale Saint-Jacques de Bilbao, dédiée à l'apôtre saint Jacques, est la cathédrale du diocèse et une basilique mineure.
Les cinq autres basiliques mineures du diocèse sont :
- La basilique Notre-Dame-de-l'Assomption de Lekeitio, dédiée à l'Assomption de sainte Marie[5] ;
- La basilique de l'Immaculée-Conception d'Elorrio (es), dédiée à l'Immaculée Conception de la Vierge Marie[6] ;
- La basilique Notre-Dame de Begoña (es), à Bilbao[7] ;
- La basilique Sainte-Marie de Portugalete (es)[8] ;
- La basilique Sainte-Marie d'Uribarri (es), à Durango[9].

## Évêques
La liste épiscopale des évêques de Bilbao est la suivante :
1. Casimiro Morcillo González[11] : 1950-1955
2. Pablo Gúrpide Beope[12] : 1955-1968
3. Antonio Añoveros Ataún[13] : 1971-1978
4. Luis María de Larrea y Legarreta[14] : 1979-1995
5. Ricardo Blázquez Pérez[15] : 1995-2010, nommé archevêque de Valladolid
6. Mario Iceta Gavicagogeascoa[16] : 2010-2020, nommé archevêque de Burgos
7. Joseph Segura Etxezarraga (es) : 2021